# Мон-Сені (перевал)
Мон-Сені (італ. Colle del Moncenisio, фр. Col du Mont-Cenis) — перевал (до 2081 м над рівнем моря), у Савої, Франція, є кордоном між Котськими Альпами і Грайськими Альпами.
Перевал з'єднує Ланслебур-Мон-Сені у Франції на північному заході з Сузою в Італії на південному сході. У середні віки, прочани, прямували через Мон-Сені і Валь-ді-Суза, і далі до Турину по дорозі Via Francigena, з кінцевим пунктом призначення — Рим. Це був один з найчастіше використовуваних альпійських перевалів від Середньовіччя до ХІХ століття. З часу анексії Савої Другою французькою імперією в 1861 році до Паризького договору 1947 року, по перевалу проходив кордон між Францією та Італією, станом на початок ХХІ сторіччя знаходиться повністю у Франції. Договір дозволив Савої, отримати свої історичні та політичні кордони.
Дорога через перевал була побудована в 1803-1810 рр. Наполеоном. У 1868 році вздовж дороги через перевал було прокладено залізницю, але її було демонтовано в 1871 році, по відкриттю залізничного тунелю Мон-Сені.

## Ресурси Інтернету
- Val Cenis official website [Архівовано 18 грудня 2014 у Wayback Machine.]
- Profile on climbbybike.com [Архівовано 2 квітня 2015 у Wayback Machine.]
- Both Sides: Cycling Map, Profile, and Photos [Архівовано 23 квітня 2015 у Wayback Machine.]
- Géologie aux alentours du col du Mont-Cenis [Архівовано 2 квітня 2015 у Wayback Machine.]
- Montcenis [Архівовано 22 березня 2015 у Wayback Machine.]
- Comment en 1812 le pape Pie VII faillit mourir à l'hospice du Mont-Cenis.
- Mont Cenis on Google Maps (Tour de France classic climbs)